# Luís Filipe Thomaz
Luís Filipe Ferreira Reis Thomaz (São Domingos de Rana, 30 de junho de 1942) é um professor universitário, historiador, autor poliglota e tradutor, especializado na expansão marítima de Portugal no Oriente nos séculos XVI e XVII, em particular na história de Timor.

## Biografia
Luís Filipe Thomaz nasceu em São Domingos de Rana, filho de Guilherme dos Reis Thomaz, oficial da Armada (terminou a carreira no posto de capitão-de-mar-e-guerra), e de sua esposa Maria Teresa Esteves da Rocha Ferreira, de ascendência goesa. Foi aluno do Colégio Militar, onde em julho de 1959 concluiu o ensino secundário, na vertente de Letras (alínea c). Ingressou nesse ano no curso de licenciatura em História da Faculdade de Letras da Universidade de Lisboa, que concluiu em 1965.
De 1965 a 1988, depois de se ter licenciado em História pela Faculdade de Letras da Universidade de Lisboa com uma tese sobre Os Portugueses em Malaca (1511-1580), foi assistente naquela Faculdade. Nesse período prestrou o seu serviço militar obrigatório, tendo em 1970 estado no então Timor Português, como militar, onde foi editor de A Província de Timor.
É igualmente diplomado pelo Institut national des langues et civilisations orientales de Paris (em malaio-indonésio), pela Université de Paris III (em estudos clássicos indianos) e pelo Institut catholique de Paris (em siríaco).
Poliglota, Luís Filipe Thomaz fala, para além da sua língua materna, inglês, castelhano, francês, grego moderno, italiano, malaio-indonésio, romeno e tétum (a língua de Timor Leste).. Tem também bons conhecimentos de latim, grego clássico, sânscrito, siríaco, gueês (litúrgico etíope) e javanês, bem como rudimentos de neerlandês, amárico (etíope moderno), chinês (mandarim e cantonês), concani (Goa), persa moderno e árabe literal.
De 1978 a 1982, foi professor convidado na École des hautes études en sciences sociales, em Paris, cargo académico que também ocupou na Université Bordeaux-Montaigne, em Bordéus, e na Universiti Kebangsaan Malaysia (Universidade Nacional da Malásia), em Bangi (Malásia), na Universidade da Ásia Oriental, em Macau, e na Universidade Estadual de Santa Cruz, em Ilhéus (Brasil).
Desde 1987, é professor adjunto, depois professor associado, na Faculdade de Ciências Sociais e Humanas da Universidade Nova de Lisboa, onde ensina História dos Descobrimentos e da Expansão Portuguesa. Neste contexto, orientou teses de doutoramento e seminários sobre sobre temas como os portugueses no Oriente, os portugueses no Norte de África, náutica e cartografia. Ensina também a história da Ásia, a história do Oceano Índico, o malaio, o sânscrito, o guèze (etíope clássico) e o siríaco.
Entre 2001 e 2012, foi diretor do Instituto de Estudos Orientais da Universidade Católica Portuguesa.
Luís Filipe Thomaz é autor de cerca de uma centena de artigos publicados em revistas da especialidade, enciclopédias e dicionários, bem como de vários livros, que o tornaram um dos mais notáveis e rigorosos historiadores de Portugal e da sua expansão marítima no Oriente nos séculos XVI e XVII, nomeadamente em temas como a história de Timor, ou a circum-navegação não planeada de Fernão de Magalhães e de Juan Sebastián Elcano.

## Prémios e distinções
Em 1995, a sua coletânea de artigos intitulada De Ceuta a Timor (1994) foi galardoada com o Prémio D. João de Castro.
Em 2008, os dois volumes da obra Voyage de Magellan (1519-1522) – La relation d’Antonio Pigafetta et autres témoignages, publicado em 2007 e resultado de uma colaboração entre Luís Filipe Thomaz, Xavier de Castro (pseudónimo de Michel Chandeigne), Jocelyne Hamon e Carmen Bernand (prefácio), recebeu dois prémios entre os mais prestigiados do mundo: o Grand Prix Spécial du Livre Corderie Royale - Hermione e o Prix du Cercle de la Mer.
Em 2019, o seu pequeno livro O Drama de Magalhães e a Volta ao Mundo sem querer foi distinguido com o prémio do Pen Club de Portugal, o Prémio Pen Clube de Ensaio.
Em dezembro de 2019, a Sociedade de Geografia de Paris atribuiu a Luís Filipe Thomaz o Prémio August Logerot (1878) pela sua obra intitulada  L’expansion portugaise dans le monde (XIVe – XVIIIe siècles) : les multiples facettes d'un prisme , publicado em 2017.
Definindo as singularidades do Império Português, este ensaio apresenta relatos subtis que, ao reconhecerem a imprevisibilidade dos acontecimentos da época, põem em causa a solidez imperial que os livros de história das antigas colónias lusitanas (em África e no Brasil) parecem ter-lhe atribuído.